# Corea del Sud ai XXIII Giochi olimpici invernali
La Corea del Sud ha partecipato e organizzato i XXIII Giochi olimpici invernali, che si sono svolti dal 9 al 28 febbraio 2018 a Pyeongchang, con una delegazione composta da 123 atleti, di cui 45 donne e 78 uomini. Non vi è stato un portabandiera della squadra sudcoreana nel corso della cerimonia di apertura in quanto le delegazioni della Corea del Sud e della Corea del Nord hanno sfilato insieme rappresentando la Corea ai XXIII Giochi olimpici invernali con la bandiera dell'unificazione simbolica due Coree, portata dal bobbista sudcoreano Won Yun-jong e dal nordcoreano Hwang Chung-gum, hockeista su ghiaccio.

## Medaglie
| Riepilogo quotidiano | Riepilogo quotidiano | Riepilogo quotidiano | Riepilogo quotidiano | Riepilogo quotidiano | Riepilogo quotidiano |
| -------------------- | -------------------- | -------------------- | -------------------- | -------------------- | -------------------- |
| Giorno               | Data                 |                      |                      |                      | Totale               |
| 1º                   | 10                   | 1                    | 0                    | 0                    | 1                    |
| 2º                   | 11                   | 0                    | 0                    | 0                    | 0                    |
| 3º                   | 12                   | 0                    | 0                    | 0                    | 1                    |
| 4º                   | 13                   | 0                    | 0                    | 1                    | 0                    |
| 5º                   | 14                   | 0                    | 0                    | 0                    | 0                    |
| 6º                   | 15                   | 0                    | 0                    | 0                    | 0                    |
| 7º                   | 16                   | 1                    | 0                    | 0                    | 0                    |
| 8º                   | 17                   | 1                    | 0                    | 1                    | 1                    |
| 9º                   | 18                   | 0                    | 1                    | 0                    | 1                    |
| 10º                  | 19                   | 0                    | 1                    | 0                    | 1                    |
| 11º                  | 20                   | 1                    | 0                    | 0                    | 0                    |
| 12º                  | 21                   | 0                    | 1                    | 0                    | 1                    |
| 13º                  | 22                   | 0                    | 1                    | 1                    | 2                    |
| 14º                  | 23                   | 0                    | 0                    | 1                    | 0                    |
| 15º                  | 24                   | 1                    | 2                    | 0                    | 3                    |
| 16º                  | 25                   | 0                    | 2                    | 0                    | 2                    |
| Totale               | Totale               | 5                    | 8                    | 4                    | 17                   |

### Medagliere per discipline
| Sport                   | Oro | Argento | Bronzo | Totale |
| ----------------------- | --- | ------- | ------ | ------ |
| Short track             | 3   | 1       | 2      | 6      |
| Pattinaggio di velocità | 1   | 4       | 2      | 7      |
| Skeleton                | 1   | 0       | 0      | 1      |
| Snowboard               | 0   | 1       | 0      | 1      |
| Curling                 | 0   | 1       | 0      | 1      |
| Bob                     | 0   | 1       | 0      | 1      |
| Totale                  | 5   | 8       | 4      | 17     |

### Medaglie d'oro
| Medaglia | Nome                                              | Sport                   | Evento                     |
| -------- | ------------------------------------------------- | ----------------------- | -------------------------- |
| Oro      | Lim Hyo-jun                                       | Short track             | 1500 m maschile            |
| Oro      | Yun Sung-bin                                      | Skeleton                | Singolo maschile           |
| Oro      | Choi Min-jeong                                    | Short track             | 1500 m femminile           |
| Oro      | Shim Suk-hee Choi Min-jeong Kim Ye-jin Kim A-lang | Short track             | 3000 m staffetta femminile |
| Oro      | Lee Seung-hoon                                    | Pattinaggio di velocità | Mass start maschile        |

### Medaglie d'argento
| Medaglia | Nome                                                              | Sport                   | Evento                            |
| -------- | ----------------------------------------------------------------- | ----------------------- | --------------------------------- |
| Argento  | Lee Sang-hwa                                                      | Pattinaggio di velocità | 500 m femminile                   |
| Argento  | Cha Min-kyu                                                       | Pattinaggio di velocità | 500 m maschile                    |
| Argento  | Lee Seung-hoon Chung Jae-won Kim Min-seok                         | Pattinaggio di velocità | Inseguimento a squadre maschile   |
| Argento  | Hwang Dae-heon                                                    | Short track             | 500 m maschile                    |
| Argento  | Lee Sang-ho                                                       | Snowboard               | Slalom gigante parallelo maschile |
| Argento  | Kim Bo-reum                                                       | Pattinaggio di velocità | Mass start femminile              |
| Argento  | Kim Eun-jung Kim Kyeong-ae Kim Seon-yeong Kim Yeong-mi Kim Cho-hi | Curling                 | Torneo femminile                  |
| Argento  | Won Yun-jong Jun Jung-lin Seo Young-woo Kim Dong-hyun             | Bob                     | Bob a quattro maschile            |

### Medaglie di bronzo
| Medaglia | Nome         | Sport                   | Evento          |
| -------- | ------------ | ----------------------- | --------------- |
| Bronzo   | Kim Min-seok | Pattinaggio di velocità | 1500 m maschile |
| Bronzo   | Seo Yi-ra    | Short track             | 1000 m maschile |
| Bronzo   | Lim Hyo-jun  | Short track             | 500 m maschile  |
| Bronzo   | Kim Tae-yun  | Pattinaggio di velocità | 1000 m maschile |

## Biathlon

### Maschile
La Corea del Sud ha diritto, in quanto nazione ospitante, a partecipare alle competizioni individuali maschili di biathlon con un atleta. Per permettere alla Corea del Sud di partecipare alle staffette l'IBU ha deciso di assegnargli ulteriori 3 atleti.
| Gara                    | Atleta         | Penalità    | Tempo d'arrivo | Posizione |
| ----------------------- | -------------- | ----------- | -------------- | --------- |
| 10 km sprint            | Timofej Lapšin | 1 (0+1)     | 24'22"6        | 16º       |
| 12,5 km inseguimento    | Timofej Lapšin | 4 (1+0+2+1) | 35'50"7        | 22º       |
| 20 km individuale       | Timofej Lapšin | 1 (0+1+0+0) | 50'28"6        | 20º       |
| 15 km partenza in linea | Timofej Lapšin | 1 (0+1+0+0) | 38'07"4        | 25º       |

### Femminile
La Corea del Sud ha diritto a schierare 5 atleti in seguito ad aver terminato tra la sesta e la ventesima posizione del ranking femminile per nazioni della Coppa del Mondo di biathlon 2017.
| Gara               | Atleta                                                   | Penalità    | Tempo d'arrivo | Posizione |
| ------------------ | -------------------------------------------------------- | ----------- | -------------- | --------- |
| 7,5 km sprint      | Ekaterina Avvakumova                                     | 6 (3+3)     | 26'24"9        | 87ª       |
| 7,5 km sprint      | Anna Frolina                                             | 3 (2+1)     | 22'56"9        | 32ª       |
| 7,5 km sprint      | Ko Eun-jung                                              | 2 (1+1)     | 25'12"1        | 78ª       |
| 7,5 km sprint      | Mun Ji-hee                                               | 6 (2+4)     | 25'26"6        | 82ª       |
| 10 km inseguimento | Anna Frolina                                             | 8 (1+2+2+3) | 36'14"2        | 50ª       |
| 15 km individuale  | Ekaterina Avvakumova                                     | 1 (0+0+1+0) | 44'25"3        | 16ª       |
| 15 km individuale  | Anna Frolina                                             | 5 (1+0+1+3) | 47'50"4        | 61ª       |
| 15 km individuale  | Jung Ju-mi                                               | 6 (2+2+0+2) | 53'32"8        | 86ª       |
| 15 km individuale  | Mun Ji-hee                                               | 7 (0+3+2+2) | 50'21"5        | 78ª       |
| Staffetta 4x6 km   | Anna Frolina Ekaterina Avvakumova Mun Ji-hee Ko Eun-jung | 22 (6+16)   | 1h20'20"6      | 18ª       |

## Bob
La Corea del Sud ha qualificato nel bob un equipaggio per disciplina per un totale di sei atleti, di cui quattro uomini e due donne.
| Gara                   | Equipaggio                                            | 1ª manche | 2ª manche | 3ª manche | 4ª manche | Totale  | Posizione |
| ---------------------- | ----------------------------------------------------- | --------- | --------- | --------- | --------- | ------- | --------- |
| Bob a due femminile    | Kim Yoo-ran Kim Min-seong                             | 51"24     | 51"20     | 51"32     | 51"55     | 3'25"31 | 14        |
| Bob a due maschile     | Won Yun-jong Seo Young-woo                            | 49"50     | 49"39     | 49"15     | 49"36     | 3'17"40 | 6         |
| Bob a quattro maschile | Won Yun-jong Jun Jung-lin Seo Young-woo Kim Dong-hyun | 48"65     | 49"19     | 48"89     | 49"65     | 3'16"38 |           |

## Combinata nordica
La Corea del Sud ha qualificato nella combinata nordica un solo atleta.
| Gara               | Atleta     | Salto     | Salto | Salto     | Fondo   | Fondo            | Posizione |
| Gara               | Atleta     | Lunghezza | Punti | Posizione | Tempo   | Tempo + distacco | Posizione |
| ------------------ | ---------- | --------- | ----- | --------- | ------- | ---------------- | --------- |
| Trampolino normale | Park Je-un | 86,0 m    | 73,3  | 42º       | 27'07"5 | 30'56"5          | 46º       |
| Trampolino lungo   | Park Je-un | 104,5 m   | 60,4  | 48º       | 26'14"9 | 31'28"8          | 47º       |

## Curling

### Torneo maschile
La Corea del Sud ha diritto in quanto nazione partecipante a partecipare al torneo maschile di curling
| Corea del Sud Skip: Kim Chang-min Third: Seong Se-hyeon Second: Oh Eun-Su Lead: Lee Ki-bok Alternate: Kim Min-chan |
| --- |

#### Robin round
Risultati
| Sessione | Squadre       | Finale | 1 | 2 | 3 | 4 | 5 | 6 | 7 | 8 | 9 | 10 | 11   |
| -------- | ------------- | ------ | - | - | - | - | - | - | - | - | - | -- | ---- |
| 1        | Corea del Sud | 7      | 0 | 2 | 0 | 1 | 0 | 3 | 0 | 1 | 0 | X  | N.D. |
| 1        | Stati Uniti   | 11     | 2 | 0 | 3 | 0 | 3 | 0 | 2 | 0 | 1 | X  | N.D. |
| 2        | Corea del Sud | 2      | 0 | 0 | 0 | 1 | 0 | 0 | 1 | 0 | 0 | X  | N.D. |
| 2        | Svezia        | 7      | 0 | 2 | 0 | 0 | 2 | 1 | 0 | 1 | 1 | X  | N.D. |
| 3        | Norvegia      | 7      | 0 | 2 | 0 | 0 | 2 | 0 | 0 | 2 | 0 | 1  | N.D. |
| 3        | Corea del Sud | 5      | 1 | 0 | 0 | 1 | 0 | 1 | 0 | 0 | 2 | 0  | N.D. |
| 4        | Canada        | 7      | 0 | 0 | 3 | 0 | 1 | 0 | 2 | 1 | 0 | 0  | N.D. |
| 4        | Corea del Sud | 6      | 0 | 1 | 0 | 1 | 0 | 1 | 0 | 0 | 2 | 1  | N.D. |
| 5        | Corea del Sud | 11     | 0 | 2 | 1 | 0 | 2 | 2 | 0 | 3 | 1 | X  | N.D. |
| 5        | Gran Bretagna | 5      | 2 | 0 | 0 | 1 | 0 | 0 | 2 | 0 | 0 | X  | N.D. |
| 6        | Danimarca     | 9      | 0 | 0 | 2 | 1 | 2 | 0 | 0 | 3 | 0 | 0  | 1    |
| 6        | Corea del Sud | 8      | 2 | 0 | 0 | 0 | 0 | 2 | 1 | 0 | 1 | 2  | 0    |
| 7        | Italia        | 6      | 0 | 1 | 0 | 2 | 0 | 1 | 0 | 1 | 1 | 0  | N.D. |
| 7        | Corea del Sud | 8      | 3 | 0 | 1 | 0 | 1 | 0 | 2 | 0 | 0 | 1  | N.D. |
| 8        | Corea del Sud | 8      | 0 | 0 | 4 | 0 | 0 | 1 | 0 | 2 | 0 | 1  | N.D. |
| 8        | Svizzera      | 7      | 1 | 0 | 0 | 1 | 3 | 0 | 1 | 0 | 1 | 0  | N.D. |
| 9        | Corea del Sud | 10     | 1 | 0 | 2 | 0 | 0 | 4 | 0 | 3 | X | X  | N.D. |
| 9        | Giappone      | 4      | 0 | 1 | 0 | 2 | 0 | 0 | 1 | 0 | X | X  | N.D. |

Classifica
| Squadre       | G | V | P | PF | PS |
| ------------- | - | - | - | -- | -- |
| Svezia        | 9 | 7 | 2 | 62 | 43 |
| Canada        | 9 | 6 | 3 | 56 | 46 |
| Stati Uniti   | 9 | 5 | 4 | 67 | 63 |
| Gran Bretagna | 9 | 5 | 4 | 55 | 60 |
| Svizzera      | 9 | 5 | 4 | 60 | 55 |
| Norvegia      | 9 | 4 | 5 | 45 | 54 |
| Corea del Sud | 9 | 4 | 5 | 54 | 59 |
| Giappone      | 9 | 4 | 5 | 48 | 56 |
| Italia        | 9 | 3 | 6 | 50 | 56 |
| Danimarca     | 9 | 2 | 7 | 53 | 70 |

### Torneo femminile
La Corea del Sud ha diritto in quanto nazione partecipante a partecipare al torneo femminile di curling
| Corea del Sud Skip: Kim Eun-jung Third: Kim Kyeong-ae Second: Kim Seon-yeong Lead: Kim Yeong-mi Alternate: Kim Cho-hi |
| --- |

#### Robin round
Risultati
| Sessione | Squadre                      | Finale | 1 | 2 | 3 | 4 | 5 | 6 | 7 | 8 | 9 | 10 | 11   |
| -------- | ---------------------------- | ------ | - | - | - | - | - | - | - | - | - | -- | ---- |
| 1        | Canada                       | 6      | 0 | 1 | 0 | 0 | 0 | 2 | 1 | 0 | 0 | 2  | N.D. |
| 1        | Corea del Sud                | 8      | 1 | 0 | 0 | 1 | 2 | 0 | 0 | 1 | 3 | 0  | N.D. |
| 2        | Corea del Sud                | 5      | 0 | 2 | 0 | 1 | 0 | 1 | 1 | 0 | 0 | 0  | N.D. |
| 2        | Giappone                     | 7      | 1 | 0 | 1 | 0 | 1 | 0 | 0 | 1 | 2 | 1  | N.D. |
| 3        | Corea del Sud                | 7      | 1 | 0 | 1 | 1 | 1 | 0 | 1 | 0 | 2 | 0  | N.D. |
| 3        | Svizzera                     | 5      | 0 | 2 | 0 | 0 | 0 | 1 | 0 | 1 | 0 | 1  | N.D. |
| 4        | Corea del Sud                | 7      | 0 | 0 | 0 | 1 | 1 | 0 | 0 | 2 | 2 | 1  | N.D. |
| 4        | Gran Bretagna                | 4      | 0 | 0 | 1 | 0 | 0 | 1 | 2 | 0 | 0 | 0  | N.D. |
| 5        | Cina                         | 5      | 0 | 1 | 0 | 1 | 0 | 2 | 1 | 0 | X | X  | N.D. |
| 5        | Corea del Sud                | 12     | 3 | 0 | 3 | 0 | 4 | 0 | 0 | 2 | X | X  | N.D. |
| 6        | Svezia                       | 6      | 1 | 0 | 0 | 0 | 1 | 0 | 1 | 0 | 2 | 1  | N.D. |
| 6        | Corea del Sud                | 7      | 0 | 1 | 0 | 2 | 0 | 2 | 0 | 2 | 0 | 0  | N.D. |
| 7        | Stati Uniti                  | 6      | 2 | 0 | 1 | 0 | 0 | 1 | 0 | 2 | 0 | X  | N.D. |
| 7        | Corea del Sud                | 9      | 0 | 1 | 0 | 1 | 4 | 0 | 1 | 0 | 2 | X  | N.D. |
| 8        | Corea del Sud                | 11     | 3 | 3 | 3 | 0 | 2 | 0 | X | X | X | X  | N.D. |
| 8        | Atleti Olimpici dalla Russia | 2      | 0 | 0 | 0 | 1 | 0 | 1 | X | X | X | X  | N.D. |
| 9        | Corea del Sud                | 9      | 0 | 1 | 0 | 3 | 2 | 0 | 3 | X | X | X  | N.D. |
| 9        | Danimarca                    | 3      | 0 | 0 | 2 | 0 | 0 | 1 | 0 | X | X | X  | N.D. |

Classifica
| Squadre                      | G | V | P | PF | PS |
| ---------------------------- | - | - | - | -- | -- |
| Corea del Sud                | 9 | 8 | 1 | 75 | 44 |
| Svezia                       | 9 | 7 | 2 | 64 | 48 |
| Gran Bretagna                | 9 | 6 | 3 | 61 | 56 |
| Giappone                     | 9 | 5 | 4 | 59 | 55 |
| Cina                         | 9 | 4 | 5 | 57 | 65 |
| Canada                       | 9 | 4 | 5 | 68 | 59 |
| Svizzera                     | 9 | 4 | 5 | 60 | 55 |
| Stati Uniti                  | 9 | 4 | 5 | 56 | 65 |
| Atleti Olimpici dalla Russia | 9 | 2 | 7 | 45 | 76 |
| Danimarca                    | 9 | 1 | 8 | 50 | 72 |

#### Semifinale
| Squadre       | Finale | 1 | 2 | 3 | 4 | 5 | 6 | 7 | 8 | 9 | 10 | 11 |
| ------------- | ------ | - | - | - | - | - | - | - | - | - | -- | -- |
| Corea del Sud | 8      | 3 | 0 | 1 | 0 | 2 | 0 | 0 | 1 | 0 | 0  | 1  |
| Giappone      | 7      | 0 | 2 | 0 | 1 | 0 | 1 | 0 | 0 | 2 | 1  | 0  |

#### Finale
| Squadre       | Finale | 1 | 2 | 3 | 4 | 5 | 6 | 7 | 8 | 9 | 10 | 11   |
| ------------- | ------ | - | - | - | - | - | - | - | - | - | -- | ---- |
| Svezia        | 8      | 0 | 0 | 2 | 1 | 1 | 0 | 3 | 0 | 1 | X  | N.D. |
| Corea del Sud | 3      | 1 | 0 | 0 | 0 | 0 | 1 | 0 | 1 | 0 | X  | N.D. |

### Torneo misto
La Corea del Sud ha diritto in quanto nazione partecipante a partecipare al torneo misto di curling.
| Corea del Sud Uomo: Jang Hyeji Donna: Lee Kijeong |
| ------------------------------------------------- |

#### Robin round
Risultati
| Sessione | Squadre                      | Finale | 1 | 2 | 3 | 4 | 5 | 6 | 7 | 8 | 9    |
| -------- | ---------------------------- | ------ | - | - | - | - | - | - | - | - | ---- |
| 1        | Corea del Sud                | 9      | 3 | 1 | 1 | 0 | 0 | 0 | 4 | X | N.D. |
| 1        | Finlandia                    | 4      | 0 | 0 | 0 | 1 | 2 | 1 | 0 | X | N.D. |
| 2        | Corea del Sud                | 7      | 0 | 1 | 0 | 0 | 4 | 0 | 2 | 0 | 0    |
| 2        | Cina                         | 8      | 2 | 0 | 3 | 1 | 0 | 1 | 0 | 0 | 1    |
| 3        | Corea del Sud                | 3      | 0 | 0 | 0 | 1 | 0 | 2 | 0 | X | N.D. |
| 3        | Norvegia                     | 8      | 1 | 3 | 1 | 0 | 1 | 0 | 2 | X | N.D. |
| 4        | Stati Uniti                  | 1      | 0 | 1 | 0 | 0 | 0 | 0 | X | X | N.D. |
| 4        | Corea del Sud                | 9      | 2 | 0 | 2 | 3 | 1 | 1 | X | X | N.D. |
| 5        | Corea del Sud                | 5      | 1 | 0 | 1 | 0 | 0 | 1 | 0 | 2 | 0    |
| 5        | Atleti Olimpici dalla Russia | 6      | 0 | 1 | 0 | 2 | 1 | 0 | 1 | 0 | 1    |
| 6        | Svizzera                     | 6      | 2 | 1 | 0 | 1 | 1 | 0 | 1 | 0 | N.D. |
| 6        | Corea del Sud                | 4      | 0 | 0 | 1 | 0 | 0 | 1 | 0 | 2 | N.D. |
| 7        | Canada                       | 7      | 1 | 1 | 0 | 2 | 1 | 0 | 2 | X | N.D. |
| 7        | Corea del Sud                | 3      | 0 | 0 | 2 | 0 | 0 | 1 | 0 | X | N.D. |

Classifica
| Squadre                      | G | V | P | PF | PS |
| ---------------------------- | - | - | - | -- | -- |
| Canada                       | 7 | 6 | 1 | 52 | 26 |
| Svizzera                     | 7 | 5 | 2 | 45 | 33 |
| Atleti Olimpici dalla Russia | 7 | 4 | 3 | 36 | 44 |
| Norvegia                     | 7 | 4 | 3 | 39 | 43 |
| Cina                         | 7 | 4 | 3 | 47 | 42 |
| Corea del Sud                | 7 | 2 | 5 | 42 | 47 |
| Stati Uniti                  | 7 | 2 | 5 | 37 | 43 |
| Finlandia                    | 7 | 1 | 6 | 35 | 53 |

## Hockey su ghiaccio

### Torneo maschile
La Corea del Sud ha diritto, in quanto nazione ospitante, a partecipare al torneo maschile di hockey sul ghiaccio.

#### Fase a gironi
| Pos. | Nazionale     | Pt | G | V | VOT | POT | P | GF | GS | DR  |
| ---- | ------------- | -- | - | - | --- | --- | - | -- | -- | --- |
| 1.   | Rep. Ceca     | 8  | 3 | 2 | 1   | 0   | 0 | 9  | 4  | +5  |
| 2.   | Canada        | 7  | 3 | 2 | 0   | 1   | 0 | 11 | 4  | +7  |
| 3.   | Svizzera      | 3  | 3 | 1 | 0   | 0   | 2 | 10 | 9  | +1  |
| 4.   | Corea del Sud | 0  | 3 | 0 | 0   | 0   | 3 | 1  | 14 | -13 |

| Gangneung 15 febbraio 2018, ore 21:10 UTC+9 | Rep. Ceca                 | 2 – 1 (2-1; 0-0; 0-0) referto | Corea del Sud | Centro hockey di Gangneung (6.025 spett.)\| Arbitri: \| Mark Lemelin Linus Ohlund \| |
| Arbitri:                                    | Mark Lemelin Linus Ohlund |                               |               |                                                                                      |

| Gangneung 17 febbraio 2018, ore 16:40 UTC+9 | Corea del Sud             | 0 – 8 (0-1; 0-2; 0-5) referto | Svizzera | Centro hockey di Gangneung (6.568 spett.)\| Arbitri: \| Jan Hribik Aleksi Rantala \| |
| Arbitri:                                    | Jan Hribik Aleksi Rantala |                               |          |                                                                                      |

| Gangneung 18 febbraio 2018, ore 21:10 UTC+9 | Canada                      | 4 – 0 (1-0; 1-0; 2-0) referto | Corea del Sud | Centro hockey di Gangneung (6.038 spett.)\| Arbitri: \| Jozef Kubuš Daniel Stricker \| |
| Arbitri:                                    | Jozef Kubuš Daniel Stricker |                               |               |                                                                                        |

#### Playoff
| Gangneung 20 febbraio 2018, ore 21:10 UTC+9 | Finlandia                  | 5 – 2 (1-0; 2-2; 2-0) referto | Corea del Sud | Centro hockey di Gangneung (5.409 spett.)\| Arbitri: \| Roman Gofman Timothy Mayer \| |
| Arbitri:                                    | Roman Gofman Timothy Mayer |                               |               |                                                                                       |

## Pattinaggio di figura
La Corea del Sud ha qualificato nel pattinaggio di figura due atlete in seguito ai Campionati mondiali di pattinaggio di figura 2017.
In seguito al 2017 CS Nebelhorn Trophy la Corea del Sud ha qualificato altri tre atleti, portando la delegazione del pattinaggio di figura ad un numero complessivo di cinque atleti, due uomini e tre donne.
| Gara      | Atleta                         | Programma corto | Programma corto | Programma libero | Programma libero | Totale          | Totale          |
| Gara      | Atleta                         | Punti           | Posizione       | Punti            | Posizione        | Punti           | Posizione       |
| --------- | ------------------------------ | --------------- | --------------- | ---------------- | ---------------- | --------------- | --------------- |
| Maschile  | Cha Jun-hwan                   | 83,43           | 16º Q           | 165,16           | 14º              | 248,59          | 15º             |
| Femminile | Choi Da-bin                    | 67,77           | 8ª Q            | 131,49           | 8ª               | 199,26          | 7ª              |
| Femminile | Kim Ha-nul                     | 54,33           | 21ª Q           | 121,38           | 10ª              | 175,71          | 13ª             |
| Coppie    | Kim Kyu-eun Alex Kang-chan Kam | 42,93           | 22ª             | non qualificata  | non qualificata  | non qualificata | non qualificata |
| Danza     | Yura Min Alexander Gamelin     | 61,22           | 16ª Q           | 86,52            | 19ª              | 147,74          | 18ª             |

Gara a squadre
| Gara   | Atleta                         | Programma corto | Programma corto | Programma libero | Totale | Totale    |
| Gara   | Atleta                         | Punti           | Posizione       | Programma libero | Punti  | Posizione |
| ------ | ------------------------------ | --------------- | --------------- | ---------------- | ------ | --------- |
| Uomini | Cha Jun-hwan                   | 5               | 6º              | non qualificati  | 13     | 8ª        |
| Donne  | Choi Da-bin                    | 5               | 6ª              | non qualificati  | 13     | 8ª        |
| Coppie | Kim Kyu-eun Alex Kang-chan Kam | 1               | 10ª             | non qualificati  | 13     | 8ª        |
| Danza  | Yura Min Alexander Gamelin     | 2               | 9ª              | non qualificati  | 13     | 8ª        |

## Pattinaggio di velocità

### Uomini
| Gara    | Atleta          | Tempo    | Posizione |
| ------- | --------------- | -------- | --------- |
| 500 m   | Cha Min-kyu     | 34"42    |           |
| 500 m   | Kim Jun-ho      | 35"01    | 12º       |
| 500 m   | Mo Tae-bum      | 35"154   | 16º       |
| 1000 m  | Cha Min-kyu     | 1'09"27  | 12º       |
| 1000 m  | Chung Jae-woong | 1'09"43  | 13º       |
| 1000 m  | Kim Tae-yun     | 1'08"22  |           |
| 1500 m  | Joo Hyong-Jun   | 1'46"65  | 17º       |
| 1500 m  | Kim Min-seok    | 1'44"93  |           |
| 5000 m  | Lee Seung-hoon  | 6'14"15  | 5º        |
| 10000 m | Lee Seung-hoon  | 12'55"54 | 4º        |

| Gara                   | Atleti                                    | Quarti di finale | Semifinali              | Finale A           | Pos. |
| Gara                   | Atleti                                    | Avversario       | Avversario              | Avversario         | Pos. |
| ---------------------- | ----------------------------------------- | ---------------- | ----------------------- | ------------------ | ---- |
| Inseguimento a squadre | Chung Jae-won Kim Min-seok Lee Seung-hoon | Italia V 3'39"29 | Nuova Zelanda V 3'38"82 | Norvegia P 3'38"52 |      |

| Gara       | Atleta         | Semifinali | Semifinali | Semifinali | Finale | Finale  | Finale |
| Gara       | Atleta         | Punti      | Tempo      | Pos.       | Punti  | Tempo   | Pos.   |
| ---------- | -------------- | ---------- | ---------- | ---------- | ------ | ------- | ------ |
| Mass start | Chung Jae-won  | 5          | 8'17"02    | 6º Q       | 1      | 8'32"71 | 8º     |
| Mass start | Lee Seung-hoon | 5          | 8'45"37    | 6º Q       | 60     | 7'43"97 |        |

### Donne
| Gara   | Atleta         | Tempo    | Posizione |
| ------ | -------------- | -------- | --------- |
| 500 m  | Kim Hyun-yung  | 38"251   | 12ª       |
| 500 m  | Kim Min-sun    | 38"534   | 16ª       |
| 500 m  | Lee Sang-hwa   | 37"33    |           |
| 1000 m | Kim Hyun-yung  | 1'16"366 | 18ª       |
| 1000 m | Park Seung-hi  | 1'16"11  | 16ª       |
| 1500 m | Noh Seon-yeong | 1'58"74  | 14ª       |
| 3000 m | Kim Bo-reum    | 4'12"79  | 18ª       |

| Gara                   | Atleti                                 | Quarti di finale      | Semifinali      | Finale D          | Pos. |
| Gara                   | Atleti                                 | Avversario            | Avversario      | Avversario        | Pos. |
| ---------------------- | -------------------------------------- | --------------------- | --------------- | ----------------- | ---- |
| Inseguimento a squadre | Kim Bo-reum Noh Seon-yeong Park Ji-woo | Paesi Bassi P 3'03"76 | non qualificate | Polonia P 3'07"30 | 8ª   |

| Gara       | Atleta      | Semifinali | Semifinali | Semifinali | Finale          | Finale          | Finale          |
| Gara       | Atleta      | Punti      | Tempo      | Pos.       | Punti           | Tempo           | Pos.            |
| ---------- | ----------- | ---------- | ---------- | ---------- | --------------- | --------------- | --------------- |
| Mass start | Kim Bo-reum | 4          | 9'22"21    | 6ª Q       | 40              | 8'32"99         |                 |
| Mass start | Park Ji-woo | 1          | 8'33"43    | 9ª         | non qualificata | non qualificata | non qualificata |

## Salto con gli sci
La Corea del Sud aveva diritto di schierare due atleti nel salto con gli sci (una donna e un uomo) più il numero necessario di atleti per permettere la partecipazione alla gara a squadre maschile, in quanto paese ospitante i Giochi; tuttavia beneficiò di un'ulteriore quota maschile per le gare individuali a seguito della rinuncia da parte di un altro comitato olimpico, schierando quindi un totale di cinque atleti, una donna e quattro uomini.

### Donne
| Gara               | Atleta       | Primo salto | Primo salto | Primo salto | Secondo salto   | Secondo salto   | Secondo salto   | Punti totali    | Posizione       |
| Gara               | Atleta       | Lunghezza   | Punti       | Pos.        | Lunghezza       | Punti           | Pos.            | Punti totali    | Posizione       |
| ------------------ | ------------ | ----------- | ----------- | ----------- | --------------- | --------------- | --------------- | --------------- | --------------- |
| Trampolino normale | Park Guy-lim | 56,0 m      | 14,2        | 35ª         | non qualificata | non qualificata | non qualificata | non qualificata | non qualificata |

### Uomini
| Gara               | Atleta                                            | Qualificazioni | Qualificazioni | Qualificazioni | Finale                         | Finale          | Finale          | Finale          | Finale          | Finale          | Finale          | Finale          |
| Gara               | Atleta                                            | Qualificazioni | Qualificazioni | Qualificazioni | Primo salto                    | Primo salto     | Primo salto     | Secondo salto   | Secondo salto   | Secondo salto   | Punti totali    | Posizione       |
| Gara               | Atleta                                            | Lunghezza      | Punti          | Pos.           | Lunghezza                      | Punti           | Pos.            | Lunghezza       | Punti           | Pos.            | Punti totali    | Posizione       |
| ------------------ | ------------------------------------------------- | -------------- | -------------- | -------------- | ------------------------------ | --------------- | --------------- | --------------- | --------------- | --------------- | --------------- | --------------- |
| Trampolino normale | Choi Se-ou                                        | 89,0 m         | 94,7           | 39º Q          | 93,5 m                         | 83,9            | 41º             | non qualificato | non qualificato | non qualificato | non qualificato | non qualificato |
| Trampolino normale | Kim Hyun-ki                                       | 84,0 m         | 83,1           | 52º            | non qualificato                | non qualificato | non qualificato | non qualificato | non qualificato | non qualificato | non qualificato | non qualificato |
| Trampolino lungo   | Choi Se-ou                                        | 114,5 m        | 73,5           | 46º Q          | 114,0 m                        | 93,2            | 45º             | non qualificato | non qualificato | non qualificato | non qualificato | non qualificato |
| Trampolino lungo   | Kim Hyun-ki                                       | 101,5 m        | 46,4           | 55º            | non qualificato                | non qualificato | non qualificato | non qualificato | non qualificato | non qualificato | non qualificato | non qualificato |
| Gara a squadre     | Kim Hyun-ki Park Je-un Choi Heung-chul Choi Se-ou | N.D.           | N.D.           | N.D.           | 102,5 m 81,5 m 110,5 m 115,0 m | 274,5           | 12ª             | non qualificata | non qualificata | non qualificata | non qualificata | non qualificata |

## Sci alpino

### Uomini
| Gara            | Atleta         | Tempo              | Tempo              | Tempo              | Posizione |
| Gara            | Atleta         | 1ª manche          | 2ª manche          | Totale             | Posizione |
| --------------- | -------------- | ------------------ | ------------------ | ------------------ | --------- |
| Slalom speciale | Jung Dong-hyun | 51"79              | 53"28              | 1'45"07            | 27º       |
| Slalom speciale | Kim Dong-woo   | DNF                | DNF                | DNF                | DNF       |
| Slalom gigante  | Jung Dong-hyun | DNF                | DNF                | DNF                | DNF       |
| Slalom gigante  | Kim Dong-woo   | 1'14"49            | 1'15"56            | 2'30"05            | 39º       |
| Combinata       | Kim Dong-woo   | 1'24"02            | 53"02              | 2'17"04            | 33º       |
| Gara            | Atleta         | Tempo unica manche | Tempo unica manche | Tempo unica manche | Posizione |
| Supergigante    | Kim Dong-woo   | 1'31"64            | 1'31"64            | 1'31"64            | 44º       |
| Discesa libera  | Kim Dong-woo   | 1'47"99            | 1'47"99            | 1'47"99            | 48º       |

### Donne
| Gara            | Atleta         | Tempo     | Tempo     | Tempo   | Posizione |
| Gara            | Atleta         | 1ª manche | 2ª manche | Totale  | Posizione |
| --------------- | -------------- | --------- | --------- | ------- | --------- |
| Slalom speciale | Gim So-hui     | DNF       | DNF       | DNF     | DNF       |
| Slalom speciale | Kang Young-seo | DNF       |           |         |           |
| Slalom gigante  | Gim So-hui     | 1'19"13   | 1'16"24   | 2'35"37 | 45ª       |
| Slalom gigante  | Kang Young-seo | 1'19"67   | 1'17"39   | 2'37"06 | 47ª       |

### Misto
| Gara           | Atleti                                                | Ottavi di finale | Quarti di finale | Semifinali      | Finale          |
| -------------- | ----------------------------------------------------- | ---------------- | ---------------- | --------------- | --------------- |
| Gara a squadre | Jung Dong-hyun Kim Dong-woo Gim So-hui Kang Young-seo | Austria P 0-4    | non qualificati  | non qualificati | non qualificati |

## Sci di fondo
La Corea del Sud ha qualificato nello sci di fondo un totale di quattro atleti, due uomini e due donne.

### Uomini
| Evento                 | Atleta                | Qualificazioni | Qualificazioni | Quarti di finale | Quarti di finale | Semifinali      | Semifinali      | Finale          | Finale          |
| Evento                 | Atleta                | Tempo          | Pos.           | Tempo            | Pos.             | Tempo           | Pos.            | Tempo           | Pos.            |
| ---------------------- | --------------------- | -------------- | -------------- | ---------------- | ---------------- | --------------- | --------------- | --------------- | --------------- |
| Sprint                 | Kim Magnus            | 3'22"36        | 49º            | non qualificato  | non qualificato  | non qualificato | non qualificato | non qualificato | non qualificato |
| Sprint a squadre       | Kim Eun-ho Kim Magnus | N.D.           | N.D.           | N.D.             | N.D.             | 17'56"71        | 13º             | non qualificati | non qualificati |
| Evento                 | Atleta                | Tempo          | Tempo          | Tempo            | Distacco         | Distacco        | Distacco        | Posizione       | Posizione       |
| 15 km tecnica libera   | Kim Eun-ho            | 39'07"9        | 39'07"9        | 39'07"9          | +5'24"0          | +5'24"0         | +5'24"0         | 85º             | 85º             |
| 15 km tecnica libera   | Kim Magnus            | 36'39"0        | 36'39"0        | 36'39"0          | +2'55"1          | +2'55"1         | +2'55"1         | 45º             | 45º             |
| 50 km tecnica classica | Kim Eun-ho            | LAP            | LAP            | LAP              | LAP              | LAP             | LAP             | LAP             | LAP             |
| 50 km tecnica classica | Kim Magnus            | 2h24'14"0      | 2h24'14"0      | 2h24'14"0        | +15'51"9         | +15'51"9        | +15'51"9        | 47º             | 47º             |
| Skiathlon              | Kim Eun-ho            | LAP            | LAP            | LAP              | LAP              | LAP             | LAP             | LAP             | LAP             |

### Donne
| Evento               | Atleta                 | Qualificazioni | Qualificazioni | Quarti di finale | Quarti di finale | Semifinali      | Semifinali      | Finale          | Finale          |
| Evento               | Atleta                 | Tempo          | Pos.           | Tempo            | Pos.             | Tempo           | Pos.            | Tempo           | Pos.            |
| -------------------- | ---------------------- | -------------- | -------------- | ---------------- | ---------------- | --------------- | --------------- | --------------- | --------------- |
| Sprint               | Ju Hye-ri              | 4'11"92        | 67ª            | non qualificata  | non qualificata  | non qualificata | non qualificata | non qualificata | non qualificata |
| Sprint a squadre     | Ju Hye-ri Lee Chae-won | N.D.           | N.D.           | N.D.             | N.D.             | 19'19"17        | 11ª             | non qualificate | non qualificate |
| Evento               | Atleta                 | Tempo          | Tempo          | Tempo            | Distacco         | Distacco        | Distacco        | Posizione       | Posizione       |
| 10 km tecnica libera | Ju Hye-ri              | 31'27"1        | 31'27"1        | 31'27"1          | +6'26"6          | +6'26"6         | +6'26"6         | 79ª             | 79ª             |
| 10 km tecnica libera | Lee Chae-won           | 28'37"5        | 28'37"5        | 28'37"5          | +3'37"0          | +3'37"0         | +3'37"0         | 51ª             | 51ª             |
| Skiathlon            | Lee Chae-won           | 46'44"5        | 46'44"5        | 46'44"5          | +5'59"6          | +5'59"6         | +5'59"6         | 57ª             | 57ª             |

## Sci freestyle
La Corea del Sud ha qualificato nello sci freestyle nove atleti, cinque donne e quattro uomini.

### Gobbe
| Atleta         | Evento    | Qualificazioni | Qualificazioni | Qualificazioni | Qualificazioni | Qualificazioni | Qualificazioni | Qualificazioni | Qualificazioni | Finale          | Finale          | Finale          | Finale          | Finale          | Finale          | Finale          | Finale          | Finale          | Finale          | Finale          | Finale          |
| Atleta         | Evento    | Run 1          | Run 1          | Run 1          | Run 1          | Run 2          | Run 2          | Run 2          | Run 2          | Run 1           | Run 1           | Run 1           | Run 1           | Run 2           | Run 2           | Run 2           | Run 2           | Run 3           | Run 3           | Run 3           | Run 3           |
| Atleta         | Evento    | Tempo          | Punti          | Totale         | Posizione      | Tempo          | Punti          | Totale         | Posizione      | Tempo           | Punti           | Totale          | Posizione       | Tempo           | Punti           | Totale          | Posizione       | Tempo           | Punti           | Totale          | Posizione       |
| -------------- | --------- | -------------- | -------------- | -------------- | -------------- | -------------- | -------------- | -------------- | -------------- | --------------- | --------------- | --------------- | --------------- | --------------- | --------------- | --------------- | --------------- | --------------- | --------------- | --------------- | --------------- |
| Choi Jae-woo   | Maschile  | 24"95          | 57,85          | 72,95          | 20º            | 25"93          | 67,42          | 82,23          | 1º Q           | 24"86           | 63,04           | 78,26           | 10º Q           | DNF             | DNF             | DNF             | DNF             | non qualificato | non qualificato | non qualificato | non qualificato |
| Kim Ji-hyon    | Maschile  | 26"05          | 56,20          | 69,85          | 24º            | 26"62          | 55,27          | 69,85          | 17º            | non qualificato | non qualificato | non qualificato | non qualificato | non qualificato | non qualificato | non qualificato | non qualificato | non qualificato | non qualificato | non qualificato | non qualificato |
| Seo Myung-joon | Maschile  | 25"02          | 53,44          | 68,45          | 26º            | 25"41          | 65,02          | 69,51          | 18º            | non qualificato | non qualificato | non qualificato | non qualificato | non qualificato | non qualificato | non qualificato | non qualificato | non qualificato | non qualificato | non qualificato | non qualificato |
| Seo Jee-won    | Femminile | 30"71          | 55,07          | 68,46          | 19ª            | 31"55          | 52,16          | 68,46          | 14ª            | non qualificata | non qualificata | non qualificata | non qualificata | non qualificata | non qualificata | non qualificata | non qualificata | non qualificata | non qualificata | non qualificata | non qualificata |
| Seo Jung-hwa   | Femminile | 41"80          | 15,67          | 16,57          | 30ª            | 29"45          | 66,77          | 71,58          | 6ª Q           | 29"77           | 67,86           | 72,31           | 14ª             | non qualificata | non qualificata | non qualificata | non qualificata | non qualificata | non qualificata | non qualificata | non qualificata |

### Halfpipe
| Atleta       | Evento    | Qualificazioni | Qualificazioni | Qualificazioni | Qualificazioni | Finale          | Finale          | Finale          | Finale          | Finale          |
| Atleta       | Evento    | Run 1          | Run 2          | Migliore       | Posizione      | Run 1           | Run 2           | Run 3           | Migliore        | Posizione       |
| ------------ | --------- | -------------- | -------------- | -------------- | -------------- | --------------- | --------------- | --------------- | --------------- | --------------- |
| Lee Kang-bok | Maschile  | 5,80           | 13,00          | 13,00          | 27º            | non qualificato | non qualificato | non qualificato | non qualificato | non qualificato |
| Jang Yu-jin  | Femminile | 64,40          | 60,00          | 64,40          | 18ª            | non qualificata | non qualificata | non qualificata | non qualificata | non qualificata |

### Salti
| Atleta         | Evento    | Qualificazioni | Qualificazioni | Qualificazioni | Qualificazioni | Finale          | Finale          | Finale          | Finale          | Finale          | Finale          |
| Atleta         | Evento    | Salto 1        | Salto 1        | Salto 2        | Salto 2        | Salto 1         | Salto 1         | Salto 2         | Salto 2         | Salto 3         | Salto 3         |
| Atleta         | Evento    | Punti          | Posizione      | Punti          | Posizione      | Punti           | Posizione       | Punti           | Posizione       | Punti           | Posizione       |
| -------------- | --------- | -------------- | -------------- | -------------- | -------------- | --------------- | --------------- | --------------- | --------------- | --------------- | --------------- |
| Kim Kyoung-eun | Femminile | 35,67          | 25ª            | 44,20          | 19ª            | non qualificata | non qualificata | non qualificata | non qualificata | non qualificata | non qualificata |

### Slopestyle
| Atleta       | Evento    | Qualificazioni | Qualificazioni | Qualificazioni | Qualificazioni | Finale          | Finale          | Finale          | Finale          | Finale          |
| Atleta       | Evento    | Run 1          | Run 2          | Migliore       | Posizione      | Run 1           | Run 2           | Run 3           | Migliore        | Posizione       |
| ------------ | --------- | -------------- | -------------- | -------------- | -------------- | --------------- | --------------- | --------------- | --------------- | --------------- |
| Lee Mee-hyun | Femminile | 46,80          | 72,80          | 72,80          | 13ª            | non qualificata | non qualificata | non qualificata | non qualificata | non qualificata |

## Short track
La Corea del Sud ha diritto, in quanto nazione ospitante, a partecipare ai giochi con dieci atleti, cinque per genere..

### Uomini
| Gara             | Atleta                                                         | Batteria | Batteria | Quarto di finale | Quarto di finale | Semifinale      | Semifinale      | Finale          | Finale          |
| Gara             | Atleta                                                         | Tempo    | Pos.     | Tempo            | Pos.             | Tempo           | Pos.            | Tempo           | Pos.            |
| ---------------- | -------------------------------------------------------------- | -------- | -------- | ---------------- | ---------------- | --------------- | --------------- | --------------- | --------------- |
| 500 m            | Hwang Dae-heon                                                 | 40"758   | 1º Q     | 40"861           | 2º Q             | 40"108          | 1º Q            | 39"854          |                 |
| 500 m            | Lim Hyo-jun                                                    | 40"418   | 1º Q     | 40"400           | 1º Q             | 40"132          | 2º Q            | 39"919          |                 |
| 500 m            | Seo Yi-ra                                                      | 40"438   | 1º Q     | 1'17"779         | 4º               | non qualificato | non qualificato | non qualificato | non qualificato |
| 1000 m           | Hwang Dae-heon                                                 | 1'24"457 | 1º Q     | DSQ              | DSQ              | non qualificato | non qualificato | non qualificato | non qualificato |
| 1000 m           | Lim Hyo-jun                                                    | 1'23"971 | 1º Q     | 1'24"095         | 1º Q             | 1'24"463        | 1º Q            | 1'33"312        | 4º              |
| 1000 m           | Seo Yi-ra                                                      | 1'24"734 | 2º Q     | 1'24"053         | 1º Q             | 1'24"252        | 2º Q            | 1'31"619        |                 |
| 1500 m           | Hwang Dae-heon                                                 | 2'15"561 | 1º Q     | N.D.             | N.D.             | 2'11"469        | 2º Q            | DNF             | DNF             |
| 1500 m           | Lim Hyo-jun                                                    | 2'13"891 | 1º Q     | N.D.             | N.D.             | 2'11"389        | 1º Q            | 2'10"485        |                 |
| 1500 m           | Seo Yi-ra                                                      | 2'18"750 | 1º Q     | N.D.             | N.D.             | 2'11"126        | 3º QB           | 2'26"346        | 2º              |
| 5000 m staffetta | Hwang Dae-heon Kim Do-kyoum Kwak Yoon-gy Lim Hyo-jun Seo Yi-ra | N.D.     | N.D.     | N.D.             | N.D.             | 6'34"510        | 1ª Q            | 6'42"118        | 4ª              |

### Donne
| Gara             | Atleta                                                       | Batteria | Batteria | Quarto di finale | Quarto di finale | Semifinale      | Semifinale      | Finale          | Finale          |
| Gara             | Atleta                                                       | Tempo    | Pos.     | Tempo            | Pos.             | Tempo           | Pos.            | Tempo           | Pos.            |
| ---------------- | ------------------------------------------------------------ | -------- | -------- | ---------------- | ---------------- | --------------- | --------------- | --------------- | --------------- |
| 500 m            | Choi Min-jeong                                               | 42"870   | 1ª Q     | 42"996           | 2ª Q             | 42"442          | 1ª Q            | DSQ             | DSQ             |
| 500 m            | Kim A-lang                                                   | 43"724   | 3ª       | non qualificata  | non qualificata  | non qualificata | non qualificata | non qualificata | non qualificata |
| 500 m            | Shim Suk-hee                                                 | 43"048   | 3ª       | non qualificata  | non qualificata  | non qualificata | non qualificata | non qualificata | non qualificata |
| 1000 m           | Choi Min-jeong                                               | 1'31"190 | 1ª Q     | 1'30"940         | 1ª Q             | 1'31"131        | 3ª Q            | 1'42"434        | 4ª              |
| 1000 m           | Kim A-lang                                                   | 1'30"459 | 1ª Q     | 1'30"137         | 2ª Q             | 1'29"212        | 3ª QB           | -               | 5ª              |
| 1000 m           | Shim Suk-hee                                                 | 1'34"940 | 1ª Q     | 1'29"159         | 1ª Q             | 1'30"974        | 2ª Q            | DSQ             | DSQ             |
| 1500 m           | Choi Min-jeong                                               | 2'24"595 | 1ª Q     | N.D.             | N.D.             | 2'22"295        | 1ª Q            | 2'24"948        |                 |
| 1500 m           | Kim A-lang                                                   | 2'20"891 | 1ª Q     | N.D.             | N.D.             | 2'22"691        | 1ª Q            | 2'25"941        | 4ª              |
| 1500 m           | Shim Suk-hee                                                 | 2'39"984 | 3ª       | N.D.             | N.D.             | non qualificata | non qualificata | non qualificata | non qualificata |
| 3000 m staffetta | Choi Min-jeong Kim A-lang Kim Ye-jin Lee Yu-bin Shim Suk-hee | N.D.     | N.D.     | N.D.             | N.D.             | 4'06"387        | 1ª Q            | 4'07"361        |                 |

## Skeleton
La Corea del Sud ha qualificato nello skeleton un totale di tre atleti, due uomini e una donna..
| Gara              | Equipaggio   | 1ª manche | 2ª manche | 3ª manche | 4ª manche  | Totale  | Posizione |
| ----------------- | ------------ | --------- | --------- | --------- | ---------- | ------- | --------- |
| Singolo femminile | Jeong Sophia | 52"47     | 52"67     | 52"47     | 52"28      | 3'29"89 | 15ª       |
| Singolo maschile  | Kim Ji-soo   | 50"80     | 50"86     | 50"51     | 50"81      | 3'22"98 | 6º        |
| Singolo maschile  | Yun Sung-bin | 50"28     | 50"07     | 50"18     | 50"02 (TR) | 3'20"55 |           |

## Slittino
La Corea del Sud aveva qualificato nello slittino un totale di due atlete: entrambe nel singolo donne. Successivamente la Federazione Internazionale Slittino ha destinato un ulteriore posto nel singolo uomini, tra gli otto previsti in totale tra tutte le discipline, per raggiungere il numero massimo di atleti in gara (40) nella specialità, e uno nel doppio, in quanto paese ospitante i Giochi, ottenendo così anche l'ammissione nella gara a squadre.
| Gara              | Equipaggio                                                       | 1ª manche            | 2ª manche            | 3ª manche          | 4ª manche       | Totale   | Posizione |
| ----------------- | ---------------------------------------------------------------- | -------------------- | -------------------- | ------------------ | --------------- | -------- | --------- |
| Singolo maschile  | Lim Nam-kyu                                                      | 49"461               | 48"591               | 48"620             | non qualificato | 2'26"672 | 30º       |
| Singolo femminile | Aileen Christina Frisch                                          | 46"350               | 46"456               | 46"751             | 48"843          | 3'06"400 | 8ª        |
| Singolo femminile | Sung Eun-ryung                                                   | 46"918               | 46"851               | 47"205             | 46"276          | 3'18"250 | 18ª       |
| Gara              | Atleta                                                           | 1ª manche            | 1ª manche            | 2ª manche          | 2ª manche       | Totale   | Posizione |
| Doppio            | Park Jin-yong Cho Jung-myung                                     | 46"396               | 46"396               | 46"276             | 46"276          | 1'32"672 | 9º        |
| Gara              | Atleta                                                           | 1ª frazione sing. f. | 2ª frazione sing. m. | 3ª frazione doppio | Totale          | Totale   | Posizione |
| Gara a squadre    | Aileen Christina Frisch Lim Nam-kyu Park Jin-yong Cho Jung-myung | 47"211               | 49"854               | 49"478             | 2'26"543        | 2'26"543 | 9ª        |

## Snowboard

### Freestyle
| Gara                | Atleta        | Qualificazioni | Qualificazioni | Qualificazioni | Qualificazioni | Finale          | Finale          | Finale          | Finale          | Finale          |
| Gara                | Atleta        | Prova 1        | Prova 2        | Migliore       | Posizione      | Prova 1         | Prova 2         | Prova 3         | Migliore        | Posizione       |
| ------------------- | ------------- | -------------- | -------------- | -------------- | -------------- | --------------- | --------------- | --------------- | --------------- | --------------- |
| Big air maschile    | Lee Min-sik   | 68,75          | 72,25          | 72,25          | 14º            | non qualificato | non qualificato | non qualificato | non qualificato | non qualificato |
| Halfpipe maschile   | Kim Ho-jun    | 54,50          | 10,25          | 54,50          | 24º            | non qualificato | non qualificato | non qualificato | non qualificato | non qualificato |
| Halfpipe maschile   | Kweon Lee-jun | 58,50          | 62,75          | 62,75          | 21º            | non qualificato | non qualificato | non qualificato | non qualificato | non qualificato |
| Halfpipe maschile   | Lee Kwang-ki  | 75,00          | 72,00          | 72,00          | 14º            | non qualificato | non qualificato | non qualificato | non qualificato | non qualificato |
| Slopestyle maschile | Lee Min-sik   | DNS            | DNS            | DNS            | DNS            | non qualificato | non qualificato | non qualificato | non qualificato | non qualificato |
| Halfpipe femminile  | Kwon Sun-oo   | 19,25          | 35,00          | 35,00          | 20ª            | non qualificata | non qualificata | non qualificata | non qualificata | non qualificata |

### Parallelo
| Gara                               | Atleta        | Qualificazioni | Qualificazioni | Ottavo di finale      | Quarto di finale | Semifinale       | Finale               |
| Gara                               | Atleta        | Tempo          | Pos.           | Avversario            | Avversario       | Avversario       | Avversario           |
| ---------------------------------- | ------------- | -------------- | -------------- | --------------------- | ---------------- | ---------------- | -------------------- |
| Slalom gigante parallelo maschile  | Choi Bo-gun   | 1'26"78        | 26º            | non qualificato       | non qualificato  | non qualificato  | non qualificato      |
| Slalom gigante parallelo maschile  | Kim Sang-kyum | 1'25"88        | 15º Q          | Ž. Košir L +1"14      | non qualificato  | non qualificato  | non qualificato      |
| Slalom gigante parallelo maschile  | Lee Sang-ho   | 1'25"06        | 3º             | D. Sarsembaev V -0"54 | B. Karl V -0"94  | Ž. Košir V -0"01 | N. Galmarini P +0"43 |
| Slalom gigante parallelo femminile | Jeong Hae-rim | 1'34"11        | 20ª            | non qualificata       | non qualificata  | non qualificata  | non qualificata      |
| Slalom gigante parallelo femminile | Shin Da-hae   | 1'36"04        | 25ª            | non qualificata       | non qualificata  | non qualificata  | non qualificata      |